# Nikołaj Niemcow
Nikołaj Michajłowicz Niemcow (ros. Никола́й Миха́йлович Немцо́в, ur. 28 kwietnia 1879 w Tule, zm. 26 listopada 1937) – rosyjski rewolucjonista, radziecki polityk i działacz partyjny.

## Życiorys
Był uczniem ślusarza, później pracował w fabryce nabojów, 1903 wstąpił do SDPRR, bolszewik. Kilkakrotnie aresztowany, 1906 skazany na dożywotnie zesłanie do guberni tobolskiej, 16 marca 1917 amnestionowany, od kwietnia 1917 członek komitetu fabrycznego fabryki w Piotrogrodzie, członek Piotrogrodzkiego Komitetu SDPRR(b) i członek Centralnej Rady Komitetów Fabryczno-Zawodowych Piotrogrodu. Od 19 grudnia 1917 do czerwca 1918 przewodniczący tiumeńskiego gubernialnego komitetu SDPRR(b)/RKP(b), od kwietnia do czerwca 1918 przewodniczący Komitetu Wykonawczego Tiumeńskiej Rady Obwodowej, 1918-1919 przewodniczący Rady Tulskiej, 1918 towarzysz przewodniczącego tulskiego gubernialnego komitetu RKP(b), 1919 przewodniczący Kozłowskiego Komitetu Powiatowego RKP(b). Od sierpnia 1919 do marca 1920 zastępca przewodniczącego Komitetu Wykonawczego Tambowskiej Rady Obwodowej, od września 1919 do maja 1920 przewodniczący tambowskiego gubernialnego komitetu RKP(b), w styczniu-lutym 1921 sekretarz odpowiedzialny tambowskiego gubernialnego komitetu RKP(b), od 1921 członek Kolegium Ludowego Komisariatu Sprawiedliwości RFSRR. Od 16 stycznia 1922 członek, a od 7 grudnia 1922 zastępca przewodniczącego Kolegium Sądowego Najwyższego Trybunału Rewolucyjnego przy WCIK, członek Sądu Najwyższego RFSRR/ZSRR, później sekretarz odpowiedzialny Stowarzyszenia Starych Bolszewików. Od 20 grudnia 1930 do 20 maja 1932 przewodniczący Moskiewskiego Sądu Obwodowego, później kierownik Sekretariatu WCIK, sekretarz organizacji WKP(b) aparatu KC WKP(b), członek Moskiewskiej Obwodowej Komisji Kontrolnej WKP(b).
10 października 1937 aresztowany, 25 listopada 1937 skazany na śmierć przez Wojskowe Kolegium Sądu Najwyższego ZSRR "za szkodnictwo i przynależność do antysowieckiej trockistowskiej organizacji terrorystycznej" i następnego dnia rozstrzelany. 16 marca 1955 pośmiertnie zrehabilitowany.